# دون فليتشير
دون فليتشير هو لاعب هوكي الجليد كندي، ولد في 28 مارس 1931 في كالغاري في كندا.